# Мидзогути, Кэндзи
Кэндзи Мидзогути (яп. 溝口 健二, 16 мая 1898, Токио — 24 августа 1956, Киото) — японский кинорежиссёр, который наравне с Ясудзиро Одзу и Акирой Куросавой признан крупнейшим мастером японского кинематографа. Для его режиссёрской манеры характерна техника «плана-эпизода» («одна сцена — один план»), которая подразумевает отказ от монтажа в пользу сложных передвижений камеры внутри кадра (план «эмакимоно» по названию длинного живописного свитка, развёрнутого по горизонтали).

## Ранние годы
Мидзогути родился в токийском районе Хонго в семье кровельщика. Семья имела средний достаток, пока отец не попытался заняться продажей плащей для солдат во время Русско-японской войны. Война закончилась слишком быстро, чтобы инвестиции окупились; семья оказалась в удручающем положении и переселилась в Асакусу, неподалёку от театра и района борделей. Старшую сестру Сусомо (Судзу) пришлось отдать в чужую семью; через некоторое время приёмные родители продали её в гейши. Это событие глубоко повлияло на мировоззрение Мидзогути, предопределив главную тему его творчества — «несчастья женщин в мужском мире», в том числе их прозябание в домах терпимости. Он всю жизнь резко противостоял отцу, жестоко обращавшемуся с матерью и сестрой.
Мидзогути оставил школу в 13 лет, чтобы работать и изучать графику в институте Аохаси. Первой его работой был дизайн рекламы в Кобэ. В 1915 году умерла его мать, и старшая сестра, оставив отца дома, увезла двух младших братьев в Токио. В 1920 Мидзогути вошёл в мир киноиндустрии как актёр. Через три года он стал полноправным режиссёром на студии «Никкацу», поставив свой первый фильм «Воскрешение любви» во время забастовки рабочих.

## Карьера
Ранние работы Мидзогути созданы под сильным влиянием немецкого экспрессионизма, в их числе экранизации произведений Юджина О’Нила и Льва Толстого. Мидзогути работал быстро, иногда снимая фильм за несколько недель. В 1920-х — 1930-х годах он снял более полусотни фильмов, большинство которых ныне утеряно.
После Великого землетрясения Канто Мидзогути переехал в Киото, где располагалась студия «Никкацу», и работал там, пока скандал не вынудил его временно отойти от дел: Юрико Итидзё, женщина по вызову, с которой у него были отношения, напала на него и порезала бритвой спину.
На фильмах первой половины 1930-х сказалась склонность Мидзогути к социализму. Сам режиссёр в последние годы жизни говорил, что по-настоящему его карьера началась фильмами «Осакская элегия» и «Гионские сёстры», оба 1936 года. Постепенно Мидзогути завоёвывает репутацию режиссёра «нового реализма». Одной из основных тем его фильмов становится бесправная роль женщины в японском обществе. 
Мидзогути, под впечатлением от судьбы сестры, снял несколько фильмов о мире гейш и проституток: «Гейша», «Район красных фонарей» и др.; героини его фильмов беззащитны перед жестокостью меркантильного мира.
Во время Второй мировой войны Мидзогути был вынужден идти на уступки военному правительству. Самая известная картина этого периода — эпическое произведение «Преданность в эпоху Гэнроку» (1941), в основу которого легла знаменитая легенда о 47 ронинах.

## Признание
В начале 1950-х Мидзогути вместе со своим постоянным сценаристом Ёсиката Ёдой целиком переключился на дзидайгэки, заимствуя сюжеты из истории и фольклора. В этот период появились его самые известные работы: «Жизнь Охару, куртизанки» (1952), фильм, который сам режиссёр считал лучшей своей работой; «Женщина Сайкаку» (1952), экранизация «Любовных похождений одинокой женщины» Ихары Сайкаку (1686), «Сказки туманной луны после дождя» (1953), экранизация сборника новелл «Луна в тумане» Акинари Уэды (1776), удостоенная «Серебряного льва» на Венецианском кинофестивале; и «Управляющий Сансё» (1954), один из любимых фильмов критиков французской новой волны. 
Эти работы принесли режиссёру, который у себя на родине считался старомодным, мировое признание. Дело доходило до того, что в Европе его «сравнивали с Шекспиром и Бетховеном за мрачную мелодию неотвратимого рока… с Рембрандтом, Тицианом и даже Пикассо за изощрённую живописность чёрно-белого изображения». Мидзогути умер в расцвете творческих сил от лейкемии. В 1975 году Канэто Синдо снял полнометражный документальный фильм «Кэндзи Мидзогути — жизнь кинорежиссёра».

## Фильмография
- 1929 Утреннее солнце сияет / 朝日は輝く
- 1929 Токийский марш / 東京行進曲
- 1930 Родина / 藤原義江のふるさと
- 1930 Любовница иностранца / 唐人お吉
- 1933 Белые нити водопада / 滝の白糸
- 1934 Перевал любви и ненависти / 愛憎峠
- 1935 Падение Осэн / 折鶴お千
- 1936 Осакская элегия / 浪華悲歌
- 1936 Гионские сёстры / 祇園の姉妹
- 1937 Проливы любви и ненависти / 愛怨峡
- 1939 Повесть о поздней хризантеме / 残菊物語
- 1941 Верность в эпоху Гэнроку (47 ронинов) / 元禄忠臣蔵
- 1944 Миямото Мусаси / 宮本 武蔵
- 1945 Знаменитый меч Бидзёмару / 名刀美女丸
- 1946 Утамаро и его пять женщин / 歌麿をめぐる五人の女
- 1947 Любовь актрисы Сумако / 女優須磨子の恋
- 1948 Женщины ночи / 夜の女たち
- 1949 Пламя моей любви / わが恋は燃えぬ
- 1950 Портрет госпожи Юки / 雪夫人絵図
- 1951 Госпожа Ою / お遊さま
- 1951 Дама из Мусасино / 武蔵野夫人
- 1952 Женщина Сайкаку / 西鶴一代女 (приз Венецианского кинофестиваля)
- 1953 Сказки туманной луны после дождя / 雨月物語 (приз Венецианского кинофестиваля)
- 1953 Гейша (Гионский музыкальный фестиваль) / 祇園囃子
- 1954 Управляющий Сансё / 山椒大夫 (приз Венецианского кинофестиваля)
- 1954 Женщина и молва / 噂の女
- 1954 Рассказ Тикамацу / 近松物語
- 1955 Ян Гуйфэй / 楊貴妃
- 1955 Новая повесть о доме Тайра / 新平家物語
- 1956 Район красных фонарей / 赤線地帯